# Герман Ізраїль Григорович
Ізраїль Григорович Герман (біл. Ізраіль Рыгоравіч Герман, 15 вересня 1910, Річиця, Гомельська область — 29 травня 1974) — білоруський музичний педагог, цимбаліст. Заслужений вчитель Білорусі (1955).

## Біографія
Закінчив музичний технікум в Мінську (1930), Білоруську консерваторію (1937). В 1928—1937 рр. цимбаліст ансамблю народних інструментів під керівництвом Й. Жиновича, одночасно з 1929 директор перших в Мінську музичних шкіл, у тому числі в 1936—1972 рр. середньої спеціальної при Білоруській консерваторії. Під його керівництвом відкриті також філії багатьох дитячих музичних шкіл при різних установах республіки.